# 王城路街道
王城路街道，是中华人民共和国河南省洛陽市西工区下辖的一个乡镇级行政单位。

## 行政区划
王城路街道下辖以下地区：
军民巷社区、芳林南路社区、行署路社区、广电社区、临涧路社区、解放南路社区和上阳路社区。